# Cerezal de Peñahorcada
Cerezal de Peñahorcada is een gemeente in de Spaanse provincie Salamanca in de regio Castilië en León met een oppervlakte van 17,91 km². Cerezal de Peñahorcada telt 80 inwoners (1 januari 2016).

## Demografische ontwikkeling
Bron: INE, 1857-2011: volkstellingen